# Икатский хребет
Ика́тский хребе́т — горный хребет в Республике Бурятия (Россия), к востоку от озера Байкал. Средние высоты — 1800—2000 м, наибольшая — 2573 м. Часть северо-западного склона хребта находится на охраняемой территории Джергинского заповедника.
Название происходит от двух одноимённых рек Икат (приток Гарги и приток Витимкана), текущих по противоположным склонам, по долинам которых проходит старая дорога из Баргузинской долины в Баунт.
Икатский хребет протянулся с юго-запада на северо-восток на 320 км параллельно Байкальскому рифту. Водораздельный гребень отстоит от северо-восточного берега Байкала на 110—130 км.
На северо-востоке, в истоках реки Котеры, от хребта на северо-восток отходит Южно-Муйский хребет; на севере, в устье левого притока Котеры, реки Няндони, Икатский хребет смыкается с Северо-Муйским хребтом; на юго-западе отделён от Голондинского хребта долиной верхнего течения реки Ины; на юге водоразделом рек Турки и Кыджимита соединяется с хребтом Улан-Бургасы.
На запад от Икатского хребта лежит обширная Баргузинская долина. На западном склоне берёт начало одна из крупнейших рек, впадающих в Байкал, — Баргузин, а также его крупные левые притоки — Джирга, Гарга, Аргада и др.
На востоке хребта — межгорные долины рек Котеры, Верхней Ципы (с верхними притоками), Ципикана, и на западе Витимского плоскогорья — долины Витимкана и Кыджимита. Притоки этих крупных рек восточного макросклона образуют разветвлённую систему отрогов.
Хребет сложен главным образом метаморфическими сланцами и гранитами. Типичны плоские вершины. На нижней части склонов — горная лесостепь (на западном склоне до 800—900 м), выше — лиственничная тайга (на северных склонах до 1200 м, на южных — до 1700 м), ещё выше — заросли кедрового стланика и горная тундра.

## Топографические карты
- Лист карты N-49-XXII. Масштаб: 1 : 200 000. Указать дату выпуска/состояния местности.
- Горы с Google Maps